# جائزة ريو دي جانيرو الكبرى للدراجات النارية 2002
جائزة ريو دي جانيرو الكبرى للدراجات النارية 2002 هو سباق دراجات نارية أقيم بتاريخ 22 سبتمبر 2002 في حلبة نيلسون بيكيه الدولية. كان الجولة الثانية عشر من أصل 16 في سباق الجائزة الكبرى للدراجات النارية موسم 2002. فاز فالنتينو روسي بفئة الموتو جي بي بينما جاء ماكس بياجي في المركز الثاني وحصل على المركز الثالث كيني روبرتس جونيور.

## وصلات خارجية
- الموقع الرسمي